# Ґуннлауґ Іллуґасон Зміїний Язик
Ґуннлауґ Зміїний Язик Іллуґасон (Gunnlaugr Ormstunga Illugason) (бл. 984—1009 або 987—1012) — один з найзнаменитіших ісландських скальдів XI століття.

## Біографія
Ґуннлауґ Зміїний Язик Іллуґасон жив у кінці Х — на початку ХІ століття в Ісландії. Він відомий по «Сазі про Ґуннлауґа», одній з «родових саг». Він — автор «драп про Адальрада», «драп про Сігтрюгге Шовкова Борода» і численних окремих віс. Про життя скальда дізнаємось з саги, в якій розповідається про кохання до Хельги. Ґуннлауґ рано змужнів. Він був високий на зріст і сильний. Мав густе русяве волосся і чорні очі та був гарний собою, тонкий у поясі, широкий у плечах, стрункий, дуже зарозумілий, змолоду честолюбний і у всьому непоступливий та суворий. Він був хороший скальд, любив складати прискіпливі вірші, і  тому був прозваний Ґуннлауґ Зміїний Язик. Коли Ґуннлауґу виповнилося вісімнадцять років, він зібрався в подорож і посватався до Хельги. Але Торстейн сказав, що Ґуннлауґсам не знає, чого хоче, і відмовив йому, пообіцявши, що Хельга чекатиме його три роки.
Ґуннлауґ вирушив у подорож. Про пригоди скальда розповідає «Сага про Ґуннлауґа». Сучасник Ґуннлауґа Іллуґасон Зміїний Язик ісландський скальд Тор, син Коль-Бейна, був автором двох драп про Ґуннлауґа Іллуґасон. У висі із драпи говорилося, що під час свого останнього поєдинку з Храфном Ґуннлауґ переміг не тільки Храфна, але також Олава і Грима, двоюрідних братів Храфна, які його супроводжували.

## Творчість
Ґуннлауґ Зміїний Язик Іллуґасон — автор і герой «Саги про Ґуннлауґа» (Gunnlaug Ormstunges saga), однієї з «родових саг». Відомі його твори: «драпа про Адальрада», «драпа про Сігтрюгге Шовкова Борода» і численні окремі віси.

### «Сага про Ґуннлауґа»
В основі сюжету — розповідь про суперництво двох скальдів, Ґуннлауґа і Храфна, сина Енунд через Хельгу Красуню (рідну онуку знаменитого Егіль, сина Скаллагріма). У творі  любов скальда в романічному сенсі цього слова ідеалізується в дусі середньовічної куртуазної літератури. Однак і в цій сазі основне — незгода, і любов в ній тільки мотивує суперечку.

### Віщий сон
Фабула «Саги про Ґуннлауґа» подібна до сюжету любовно-авантюрного роману більш пізнього часу. Включені в сагу окремі віси надають можливість уявити форму побутування скальдичної поезії, їїню ситуативність і наявність експромтів. Сага розповідає про те, як ще до народження Хельги її батькові Торстейну приснився сон про красиву лебідку на даху його будинку. До неї прилетіли два орла, один з гір, а інший з півдня. Орли стали битися між собою і впали мертвими, а потім прилетів із заходу сокіл і забрав лебідку із собою. Пояснили сон так: народиться красуня, через яку загинуть два воїна. Торстейн наказав викинути новонароджену дівчинку, але її сховали, а потім батько все ж визнав її. Хельга стала його улюбленицею. Ґуннлауґ, прозваний за красномовство Зміїною Мовою, навчався законам у Торстейна і був знайомий з Хельгою-Красунею з дитинства.
У Норвегії своєю прискіпливістю він розлютив правителя, ярла Ейріка, сина Хакона, і той велів йому забиратися з Норвегії і не повертатися під страхом смерті. 

### Перебування в Англії
У Англії Ґуннлауґ склав «драп про Адальрада» про конунга Адальрада, сина Ятгейра, яка дуже сподобалася правителю. Той щедро обдарував скальд а і зробив його своїм дружинником. Одного разу під час служби у Адальрада Ґуннлауґ позичив грошей чоловікові на ім'я Торорм, про якого йому згодом сказали, що «це дуже погана людина — відомий розбійник і вікінг», і порадили залишити його в спокої. Але Ґуннлауґ сказав, що не годиться дружиннику терпіти таке ставлення. Він викликав Торорма-Берсерк на поєдинок. Конунг Адальрада сказав Ґуннлауґу, що Берсерк може будь-яку зброя зробити тупою, і порадив показати перед поєдинком один меч, а боротися іншим. Торорм сказав: «Не боюся я цього меча», і не став захищатися, а Ґуннлауґ убив його з першого удару. Цим подвигом скальд прославився по всій Англії і за її межами. Наступної весни Ґуннлауґ відпросився у Адальрада в подорож, так як збирався відвідати п'ятьох владик різних країн. Конунг відпустив його, але взяв обіцянку повернутися восени. Ґуннлауґ вирушив на північ, в Дублін, де правив конунг Сігтрюгг Шовкова Борода, син Олава Кварана, який недавно вступив на престол. Ґуннлауґсклав про нього драп, яка так сподобалася Сігтрюггу, що він хотів дати Гуннлаугу за неї два корабля. Скальд відмовився від такого щедрого подарунку. Він вирушив на Оркнейські острови до ярла Сигурда, сина Хльодвіра, а потім на схід, до Швеції, де складав драп про правителів. В гостях у конунга Олава Шведського в той час гостював інший ісландець, скальд Храфн син Енунд. Вони з Ґуннлауґ подружилися. Кожен з них хотів сказати драп про Олава, і вони посперечалися щодо черговості. Олав погодився вислухати, попросивши потім Храфна і Ґуннлауґ оцінити віси один одного. Храфн пообіцяв при нагоді помститися Ґуннлауґу за те, що той хотів принизити його перед знатними людьми, і повернувся до Ісландії, де посватався до Хельги. Батько Хельги відклав сватання ще на одне літо, але Ґуннлауґ не повернувся вчасно. Його затримав Адальрада, який чекав нападу датчан і не бажав втрачати хорошого воїна. Лише наступного літа вдалося Ґуннлауґу виїхати з Англії через Норвегію в Ісландію.

### Повернення додому
Гуннлауг повернувся додому в день весілля Храфна і Хельги. "Кажуть, що наречена була дуже сумна. Видно, вірна прислів'я: що змолоду запам'ятається, то не скоро забудеться. Так було тепер і з нею ".
Ґуннлауґ і Хельга зустрілися лише взимку на чужому весіллі.
```
«Очі Хельги і Ґуннлауґа мимоволі часто зустрічалися, і було, як то кажуть в прислів'ї: очі не можуть приховати любові».
```

Скальд подарував Хельге багатий плащ, отриманий ним від Адальрада, і поскакав через двір, ледь не зачепивши Храфна. Потім він всю зиму воював на Гебридських островах і в Шотландії, де здобув багато перемог. Пізніше норвезький ярл Ейрік заборонив проводити поєдинки в Норвегії. Ґуннлауґ і Храфн зустрілися в місці під назвою Лівангр. У поєдинку загинули родичі Храфна і Гуннлауга, що приїхали з ними. Ґуннлауґ поранив Храфна в ногу і сказав, що не буде продовжувати бій з калікою. Храфн відповів, що його правда, і попросив води. Ґуннлауґ приніс йому води в своєму шоломі, але Храфн, приймаючи лівою рукою воду, правою вдарив Ґуннлауґа мечем по голові. «Ти мене безсовісно обдурив і вчинив низько, в той час як я повірив тобі», — сказав Ґуннлауґ. Храфн відповідав: "Так, це правда. Але я вчинив так, тому що не можу віддати тобі Хельгу-Красуню ". Гуннлауг убив Храфна, але і сам помер через три дні. «Всім було дуже шкода їх обох, Гуннлауга і Храфна, які так загинули».
Незабаром батько видав Хельгу за людину на ім'я Торкель, сина Халлькеля. «Вона була до нього мало прихильна, тому що ніколи не могла забути Ґуннлауґа, хоча його вже не було в живих … Найбільшою радістю Хельги було розстелити плащ, який вона отримала в подарунок від Ґуннлауґ, і пильно на нього дивитися». Так збувся сон батька Хельги.

### Лірика
Лірика Ґуннлауґа Зміїний Язик Іллуґасон — визначне явище скандинавської середньовічної поезії. Важливою особливістю лірики Ґуннлауґа є використання ним жанру мансьонга, який подібний специфіці ніда, і так само переслідувався законом. Мансьонг, любовний вірш, — спочатку табуйований жанр скальдичної поезії, приклади якого настільки рідкісні, що деякі дослідники не визнають його існування в чистому вигляді. Загалом канон жанру мансёнга зводиться до констатації тих чи інших подій життя скальда, його поведінки, з опису яких можна побічно з'ясувати характер почуттів; і тільки в рідкісних випадках вони названі прямо.
Особливість лірики Ґуннлауґа полягає також у тому, що почуття автора не потрібно вгадувати з фактів, що повідомляються, про них заявлено абсолютно прямо: «Не був радісний жоден день», «пристрасно бажав», «не треба мені дивитися». Пережите почуття зображується не за зовнішніми симптомами його прояву, а за внутрішнім станом автора — «у мене темніє в очах». Гострота сприйняття, сила вираження емоцій створює враження крайнього внутрішньої напруги — у віршах Ґуннлауґа передана небувала сила почуттів.
У віршах Ґуннлауґа присутній опис зовнішності Хельги. Крім традиційних епітетів: ung — «молода», fagra — «красива», væn — «ставна», з'являється також svanmær — «лебединопрекрасна» (svan — субстантивний епітет з підсилювальним значенням). Об'єкт зображення прагне до перетворення в образ: lýsi-Gunnr — «Гун сяйва» (або «Гун світла землі зап'ястя») називається Хельга в тій полустрофі, де сказано і про те, що від неї стає «чорно в очах» (svört augu) і що на неї «немає потреби дивитися».
Ґуннлауґа не допускає відхилень в метрі, він має відточений і чіткий вірш. Мансьонг — жанр часто суто прагматичний, але лірика Ґуннлауґа не зводиться ані до прагматиці, ані до комунікації. Естетична функція драп мансьонга Ґуннлауґа — на першому плані, незважаючи на ознаки архаїчного жанрового синкретизму. «Порівняння чоловіків», які змагаються протягом всієї саги у віршуванні — прагматика — поєднується з лірикою, і не можна не визнати, що Ґуннлауґа виграв поетичне змагання, його віси, безсумнівно, перевершують майстерністю віси Хравна. Сага говорить про те, що «він (Ґуннлауґ) був великий скальд і здатний на нід» (skáld mikit ok heldr níðskár). Нід як поетичний твір з чіткою установкою на втілення в реальності і початково магічною функцією — це, на думку стародавнього скандинава, не просто слова, це вчинок, рівноцінний фізичній дії. Вся поезія в сазі — продовження довгого поєдинку Ґуннлауґа і Храфна, що не менш важливе, ніж їх реальні вчинки.
Сучасник Ґуннлауґа Іллуґасон Зміїний Язик ісландський скальд Тор, син Коль-Бейна, був автором двох драп про Ґуннлауґа Іллуґасон. У висі із драпи говорилося, що під час свого останнього поєдинку з Храфном Ґуннлауґ переміг не тільки Храфна, але також Олава і Грима, двоюрідних братів Храфна, які його супроводжували.